# Natasha Thomas

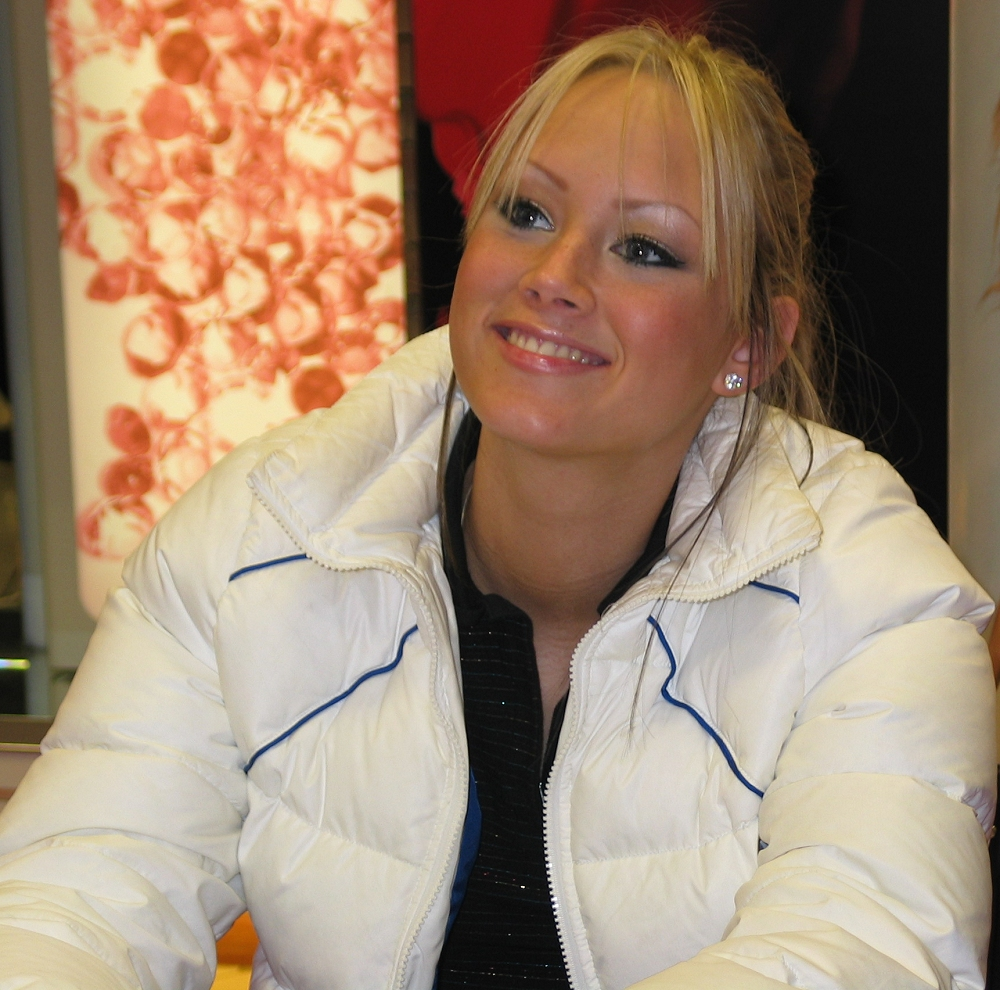
Natasha Thomas (2004)

Natasha Thomas (* 27. September 1986 in Roskilde) ist eine ehemalige dänische Sängerin.

## Musikalische Karriere
Mit zwölf Jahren stand Natasha Thomas zum ersten Mal auf einer Bühne. Damals sang sie den durch Roberta Flack bekannt gewordenen Titel Killing Me Softly with His Song.
Ihre Debütsingle, eine von Bernard Edwards und Nile Rodgers geschriebene und von Carly Simon interpretierte Nummer, war Why (Does Your Love Hurt so Much) und erschien im Sommer 2003. Mit ihr erreichte Thomas in Deutschland die Top 40.
Die nachfolgenden Auskopplungen It’s Over Now und Save Your Kisses for Me aus ihrem ersten Album Save Your Kisses konnten sich im Frühjahr 2004 deutlich höher platzieren. Für die Produktion und Komposition beider Titel zeichnete Alex Christensen mitverantwortlich. Ihr erstes Album schaffte es in die Top 20.
2004 wurde Thomas das Gesicht der Lacoste-Duftmarke Touch of Pink. Als Testimonial der Parfüms erschien sie in einem Werbespot, der musikalisch von ihrem Song Let Me Show You (the Way) begleitet wurde. Das Lied ist nur auf der japanischen Version ihres Debüt-Albums zu finden.
Am 18. November 2005 erschien Skin Deep, im April 2006 die Single Real und im Mai das zweite Album Playin’ with Fire, welches eigentlich schon im Januar veröffentlicht werden sollte. Das Album schaffte es nicht in die Charts. Die Single stieg lediglich auf Platz 85 ein. Danach wurde es still um die Dänin.
Im November 2009 wurde als Download-Single der Song Solo Con Te mit Tony Henry und 2011 in Dänemark ihre erste dänische Single Alene veröffentlicht.
Im Oktober 2013 gab sie bekannt, dass sie ihre Musikkarriere beendet habe. Zudem sei sie inzwischen verheiratet und Mutter eines Kindes. Beruflich arbeite sie nun als Visagistin.

## Diskografie

### Studioalben
| Jahr | Titel Musiklabel                     | Höchstplatzierung, Gesamtwochen, AuszeichnungChartplatzierungen (Jahr, Titel, Musiklabel, Platzierungen, Wochen, Auszeichnungen, Anmerkungen) | Höchstplatzierung, Gesamtwochen, AuszeichnungChartplatzierungen (Jahr, Titel, Musiklabel, Platzierungen, Wochen, Auszeichnungen, Anmerkungen) | Höchstplatzierung, Gesamtwochen, AuszeichnungChartplatzierungen (Jahr, Titel, Musiklabel, Platzierungen, Wochen, Auszeichnungen, Anmerkungen) | Anmerkungen                        |
| Jahr | Titel Musiklabel                     | DE | AT | CH | Anmerkungen                        |
| ---- | ------------------------------------ | --- | --- | --- | ---------------------------------- |
| 2004 | Save Your Kisses Epic Records / Sony | DE20 (7 Wo.)DE | AT48 (4 Wo.)AT | CH67 (2 Wo.)CH | Erstveröffentlichung: 5. Juli 2004 |
| 2006 | Playin’ with Fire ZYX Music          | — | — | — | Erstveröffentlichung: 23. Mai 2006 |

### Singles
| Jahr | Titel Album                                        | Höchstplatzierung, Gesamtwochen, AuszeichnungChartplatzierungen (Jahr, Titel, Album, Platzierungen, Wochen, Auszeichnungen, Anmerkungen) | Höchstplatzierung, Gesamtwochen, AuszeichnungChartplatzierungen (Jahr, Titel, Album, Platzierungen, Wochen, Auszeichnungen, Anmerkungen) | Höchstplatzierung, Gesamtwochen, AuszeichnungChartplatzierungen (Jahr, Titel, Album, Platzierungen, Wochen, Auszeichnungen, Anmerkungen) | Anmerkungen                                             |
| Jahr | Titel Album                                        | DE | AT | CH | Anmerkungen                                             |
| ---- | -------------------------------------------------- | --- | --- | --- | ------------------------------------------------------- |
| 2003 | Why (Does Your Love Hurt so Much) Save Your Kisses | DE40 (8 Wo.)DE | AT45 (3 Wo.)AT | — | Erstveröffentlichung: 21. Juli 2003                     |
| 2004 | It’s Over Now Save Your Kisses                     | DE12 (18 Wo.)DE | AT14 (19 Wo.)AT | CH42 (14 Wo.)CH | Erstveröffentlichung: 2. Februar 2004 feat. Sugar Daddy |
| 2004 | Save Your Kisses for Me Save Your Kisses           | DE13 (9 Wo.)DE | AT27 (9 Wo.)AT | CH51 (8 Wo.)CH | Erstveröffentlichung: 7. Juni 2004                      |
| 2005 | Skin Deep Playin’ with Fire                        | DE52 (9 Wo.)DE | — | — | Erstveröffentlichung: 18. November 2005                 |
| 2006 | Real Playin’ with Fire                             | DE85 (1 Wo.)DE | — | — | Erstveröffentlichung: 21. April 2006                    |

Weitere Singles
- 2004: Let Me Show You (The Way)
- 2006: Irresistible
- 2006: Your Love Carries Me
- 2007: Stereotypical
- 2009: Solo Con Te (feat. Tony Henry)
- 2011: Alene